# Roland Duchâtelet
Roland Duchâtelet, född den 14 november 1946, är en belgisk affärsman och politiker. Han har grundat Vivant, ett av världens enda genuina "medborgarlönspartier". Han leder också ett fotbollslag, K. Sint-Truidense V.V..

## Utbildning
Duchâtelet studerade till civilingenjör och ekonom och fick en MBA vid Katholieke Universiteit Leuven. Under studentåren deltog han också i studentdemonstrationerna 1968.  

## Karriär
1990 kom Duchâtelet i kontakt med mikroelektronikbranschen medan han arbetade för Xtrion. Han grundade flera multinationella företag, bland annat Melexis, X-Fab, Epiq. Genom dessa och tidigare arbeten skapade han en stor förmögenhet. 

## Politik
1994 började Roland Duchâtelet att stödja det politiska partiet BANAAN ekonomiskt. Partiet arbetade för att införa medborgarlön och en grön skatteväxling. Samma år skrev han sitt politiska manifest "NV België, verslag aan de aandeelhouders" (Aktiebolaget Belgien, en rapport till dess aktieägare). I boken pläderade han för ekonomisk och politisk transparens. Han argumenterade för nödvändigheten av hållbar utveckling och lovade att sänka Belgiens offentliga utgifter med 30 procent. 
Efter valet 1995, som gick dåligt för BANAAN, grundade Duchâtelet det politiska partiet Vivant, som ställde upp i de federala, regionala och kommunala valen. Roland Duchâtelet blev partiordförande för Vivant och har så varit sedan dess. 2004 gick Vivant in i ett valsamarbete med det liberala partiet VLD. 2007 gick de båda partierna formellt ihop till Öppna VLD. Samma år valdes Roland Duchâtelet till den belgiska senaten.